# José María Ferré de la Peña
José María Ferré de la Peña (Madrid, 6 de marzo de 1956) es un diplomático y abogado español. Fue Embajador del Reino de España en la República de Irak (2013-2017); y Embajador de España en el Líbano (2017-2022).

## Biografía
Nació en la ciudad de Madrid el día 6 de marzo de 1956. Obtuvo la licenciatura en Derecho y en el 1981 ingresó en la carrera diplomática. Durante sus primeros años como diplomático, estuvo destinado en las representaciones españolas en el Líbano y en Italia.
En 1993 ocupó su primer cargo como Cónsul General de España en el Principado de Andorra y luego como asesor en el Gabinete del Ministro de Asuntos Exteriores y del Cónsul General de España en Jerusalén (Israel).
En el 2006 pasó a ser Embajador en la Misión Especial para las Relaciones con las Comunidades y Organizaciones Musulmanas en el Exterior y después fue enviado especial para las relaciones con la Fuerza Provisional de las Naciones Unidas para el Líbano (FINUL), así como asesor en el Gabinete del Secretario de Espado para la Unión Europea; y Cónsul General en la ciudad de Orán (Argelia).
Posteriormente fue Embajador del Reino de España en la República de Irak (2013-2017) y Embajador de España en el Líbano (2017-2022).
Actualmente ejerce como cónsul general de España en el consulado de España en Burdeos (Francia).